# Nguntoronadi (plaats)
Nguntoronadi is een bestuurslaag in het regentschap Magetan van de provincie Oost-Java, Indonesië. Nguntoronadi telt 2693 inwoners (volkstelling 2010).